# Zamarada inermis
Zamarada inermis là một loài bướm đêm trong họ Geometridae.